# A moratória
A moratória es una obra de teatro brasileña del dramaturgo Jorge Andrade, escrita en el contexto de transición entre la República Velha y la Era Vargas. 

## Sinopsis
La obra cuenta la historia de una familia, perteneciente a la llamada «élite del café», que pierde su plantación debido a la crisis del 29 y las deudas contraídas por el padre. La obra no está contada de manera lineal sino que intercala las escenas antes y después de la pérdida de la plantación.

### Personajes
Los personajes son miembros de una familia que se relacionan de forma no simple amigable, como es el caso de Joaquim y Marcelo. Olímpio aparece de dos maneras: como el novio excluido, inicialmente, y después como la única esperanza para la salvación de la familia. Lucília, que antes era una simple muchacha sumisa, llega a convertirse en la cabeza de familia y la sucesora del padre.
Joaquim
Propietario de la plantación cafetera. Nunca huyó del trabajo y mejoró lo que heredó de sus antepasados, pero no supo administrarla durante la crisis y lo perdió todo. Contrajo deudas, puso su casa como aval, vendió su café a plazos, pero no recibió el dinero a tiempo y lo perdió todo. Políticamente, se comportó como un latifundista en el contexto del Café com leite. 
Helena
Esposa de Joaquim, encarna la figura de madre tradicional y de esposa convencional de la sociedad rural brasileña dividida entre el conflicto de la plantación y la felicidad del marido y sus hijos. En momentos de opulencia, vive ociosamente, pero en momentos de carestía, se dedica fiel y fervorosamente a los compromisos de la Iglesia, para animar el sufrimiento de su familia a través de las oraciones.
Lucília
Es la hija de Joaquim y Helena. Oscila, a lo largo de la obra, entre una joven soñadora y despreocupada que cose por placer y una mujer dura y responsable que sustenta financieramente a la familia y lo acepta todo con resignación y esperanza. Representa la figura de la mujer que se incorpora al mercado de trabajo urbana y ayuda a llevar dinero a casa, incluso tomando decisiones importantes. 
Marcelo
Es el hijo de Joaquim y Helena. Es el típico joven de la élite que desperdicia el tiempo en juergas nocturnas y sin ningún trabajo útil. No se adapta a ningún trabajo y sufre bastante en la cámara frigorífica donde trabaja. Fue educado para sustituir al padre, pero acabó convirtiéndose en un simple obrero.
Olímpio
Es el novio de Lucília. Es abogado e intenta ayudar a la familia en el proceso de nulidad. En el periodo de opulencia, se le discrimina por ser el hijo de un rival político. En la carestía, se le exalta por su título de abogado. Representa el problema del valor del título de licenciado, muy vigente en la época de la República Velha.
Elvira
Es la hermana de Joaquim y esposa de Augusto, principal acreedor del cuñado. A cambio de café, leche y algunos alimentos, Lucília no le cobre los arreglos de costura que le pide. Guarda mucho rencor y es ambiciosa.

### Temas
La obra, ambientada entre 1929 y 1933, presenta los siguientes temas:
- los momentos previos a la pérdida de la plantación
- la pérdida de la plantación
- el empobrecimiento de la familia y el agravamiento de las tensiones familiares
- el desplazamiento a la ciudad (éxodo rural), a una casa pequeña y modesta
- la decadencia completa, causada por la no aprobación de la nulidad del proceso ni de la moratoria que podría decretar el gobierno provisorio.